# Syrphus colludens
Syrphus colludens är en tvåvingeart som beskrevs av Walker 1860. Syrphus colludens ingår i släktet solblomflugor, och familjen blomflugor. Inga underarter finns listade i Catalogue of Life.